# L.A. Confidential
L.A. Confidential is een Amerikaanse neo noirverfilming uit 1997 van de misdaadroman Strikt Vertrouwelijk van James Ellroy uit 1990, over corruptie en drugshandel onder politieagenten van het LAPD in 1953. De regie is van Curtis Hanson. Het script is een getrouwe omzetting van de verhaallijn in het boek, maar ontbeert een aantal subplots. Ellroy verklaart op de dvd-uitgave tevreden te zijn met Hansons resultaat.
L.A. staat voor Los Angeles. Confidential was een roddelblad in Hollywood in de jaren 50, in het verhaal voorgesteld door het fictieve blad Hush-Hush.

## Boek
Het boek is het derde deel uit Ellroys kwartet van L.A. boeken. Het L.A. Quartet bestaat uit:
1. 1987 - The Black Dahlia, verfilmd door Brian De Palma in 2006.
2. 1988 - The Big Nowhere
3. 1990 - L.A. Confidential
4. 1992 - White Jazz.

In "L.A. Confidential" vertelt Ellroy een moordzaak vanuit het perspectief van drie verschillende politieagenten: Edmund Exley, Bud White en Jack Vincennes, waarbij alleen de ambitieuze Edmund alles volgens het boekje wil doen.

## Film
| Acteur           | Personage                                 |
| ---------------- | ----------------------------------------- |
| Kevin Spacey     | Rechercheur Jack Vincennes                |
| Russell Crowe    | Agent Wendell 'Bud' White                 |
| Guy Pearce       | Det .Lt. Edmund Jennings 'Ed' Exley       |
| James Cromwell   | Kapitein Dudley Liam Smith                |
| Kim Basinger     | Lynn Bracken                              |
| David Strathairn | Pierce Morehouse Patchett                 |
| Danny DeVito     | Sid Hudgens                               |
| Graham Beckel    | Rechercheur Richard Alex 'Dick' Stensland |
| Paul Guilfoyle   | Meyer Harris 'Mickey' Cohen               |
| Ron Rifkin       | Officier van justitie Ellis Loew          |
| Matt McCoy       | Brett Chase                               |
| Paolo Seganti    | Johnny Stompanato                         |